# Lacon fasciatus
Lacon fasciatus är en skalbaggsart som först beskrevs av Carl von Linné 1758.  Lacon fasciatus ingår i släktet Lacon, och familjen knäppare. Enligt den svenska rödlistan är arten nära hotad i Sverige. Arten förekommer i Svealand, Nedre Norrland och Övre Norrland. Arten har tidigare förekommit i Götaland men är numera lokalt utdöd. Artens livsmiljö är skogslandskap.

## Bildgalleri

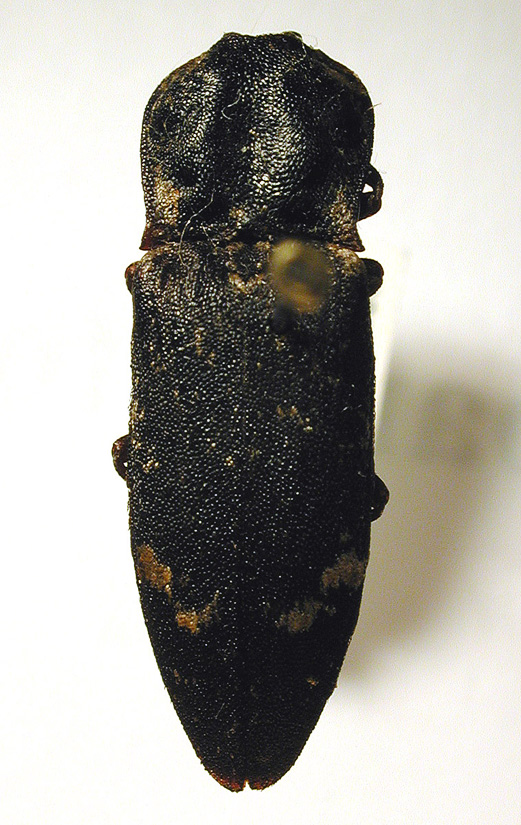
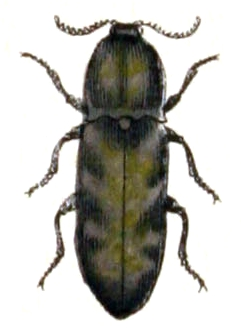